# Gendarmerie nationale (République centrafricaine)
La Gendarmerie nationale centrafricaine est une force de sécurité publique, créée peu après l’indépendance. Héritière de la colonisation, son organisation est issue du modèle français.

## Missions
Partie intégrante de l'Armée nationale, la gendarmerie centrafricaine a pour missions le maintien de l'ordre, la police judiciaire, administrative et militaire elle possède cinq bataillons de 6000 gendarmes pour protéger la population et la nation. Elle veille à la sécurité des personnes et des biens, assure le maintien et le rétablissement de l'ordre, veille à l'exécution des lois, participe à la défense de la nation.

## Organisation

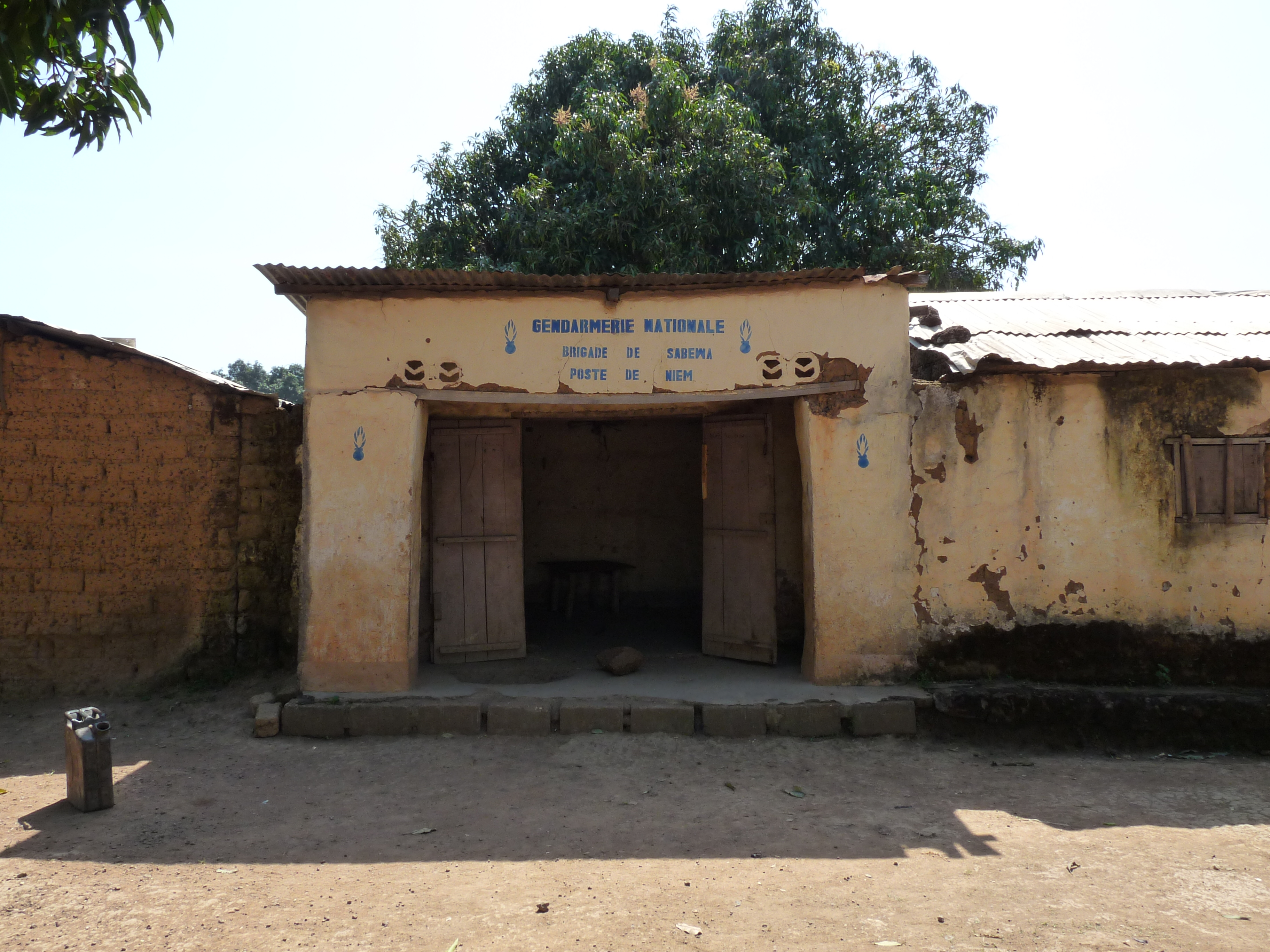
La brigade de gendarmerie de Niem.

Elle est constituée de brigades réparties sur l'ensemble du territoire. En 2003, elle est composée de 4 bataillons, d’une légion mobile, d’une légion territoriale et d’un centre de formation.
Son effectif est de l’ordre de 1 800 gendarmes en mars 2013.

## École
L’école nationale de gendarmerie se trouve dans le quartier de Kolongo dans le 6e arrondissement  au sud de Bangui.